# Kelly Marie Tran
Pour les articles homonymes, voir Tran.
Kelly Marie Tran, de son vrai nom Loan Tran, est une actrice américaine d'origine vietnamienne née le 17 janvier 1989 à San Diego en Californie.
Après plusieurs petits rôles, elle se fait connaître du grand public en 2017 en interprétant le personnage de Rose Tico dans le film Star Wars, épisode VIII : Les Derniers Jedi.

## Biographie

### Jeunesse
De son vrai nom Loan Tran, elle est née le 17 janvier 1989 à San Diego (Californie), aux États-Unis. Ses parents sont des réfugiés vietnamiens, qui ont fui leur pays à la suite de la guerre du Vietnam,. Son père fut un enfant des rues pendant 7 ans, et était sans-abri. Après avoir déménagé aux États-Unis, il a travaillé pour Burger King afin de subvenir aux besoins de sa famille, et son épouse a travaillé dans un salon funéraire.
Kelly Marie Tran fait sa scolarité à la Westview High School de San Diego et travaille dans un magasin de yaourts, afin de gagner de l'argent pouvoir faire son portfolio et l'envoyer à des agences,. Elle étudie ensuite à l'Université de Californie à Los Angeles, dont elle sort diplômée en communication,.

### Carrière
Kelly Marie Tran commence sa carrière en auditionnant pour des petits rôles à Los Angeles et en faisant de l'improvisation au sein des troupes Upright Citizens Brigade et The Second City. En 2013, elle joue dans la websérie Ladies Like Us. Elle apparaît également dans diverses vidéos de CollegeHumor.
En 2015, elle est engagée pour jouer le rôle de Rose Tico dans le film Star Wars, épisode VIII : Les Derniers Jedi. Rose Tico est une mécanicienne membre de la Résistance qui s'associe à l'un des personnages principaux, Finn, à la suite du sacrifice de sa sœur Paige Tico (Veronica Ngo), une canonnière formée par le commandant des forces armées de la Résistance, Poe Dameron. Kelly Marie Tran n'est à l'époque pas autorisée à annoncer à sa famille qu'elle a obtenu le rôle. Début 2016, quand elle doit aller filmer ses scènes aux Pinewood Studios près de Londres, elle leur dit qu'elle va tourner dans un film indépendant au Canada. Grâce à ce film, elle devient la première Américaine d'origine asiatique à jouer un rôle de premier plan dans la saga Star Wars. En été 2017, elle devient également la première asiatique à faire la couverture de Vanity Fair, où elle apparaît aux côtés des acteurs John Boyega et Oscar Isaac.
Malgré le succès critique et commercial des Derniers Jedi, Kelly Marie Tran est la cible d'attaques racistes sur Internet de la part de personnes n'ayant pas aimé son personnage, Rose Tico,.
En juin 2018, après des mois de cyberharcèlement, Kelly Marie Tran supprime toutes les photos de son compte Instagram. Le réalisateur des Derniers Jedi, Rian Johnson, prend sa défense et critique ses harceleurs, tout comme les acteurs John Boyega et Mark Hamill. Elle reçoit également le soutien de nombreux fans de Star Wars. En août 2018, après être restée silencieuse sur le sujet, l'actrice publie une tribune dans le New York Times afin de dénoncer le harcèlement qu'elle a subi,.

## Filmographie

### Cinéma
- 2011 : Untouchable : Jamie (court-métrage)
- 2011 : The Rising Cost of Cosmetics : Chun Hei Park (court-métrage)
- 2011 : Impressions : Alice (court-métrage)
- 2011 : Hot Girls on the Beach : Boba Chick et une étudiante
- 2012 : The Cohasset Snuff Film : Christine Chan
- 2013 : Les Croods 2 : Dawn (voix)
- 2016 : XOXO : Carpe Diem : la fille aux papillons
- 2017 : Star Wars, épisode VIII : Les Derniers Jedi : Rose Tico
- 2019 : Star Wars, épisode IX : L'Ascension de Skywalker (Star Wars: Episode IX – The Rise of Skywalker) de J. J. Abrams : Rose Tico
- 2021 : Raya et le dernier dragon : Raya
- 2025 : The Wedding Banquet d'Andrew Ahn : Angela

### Télévision
- 2011 : This Indie Thing (1 épisode)
- 2012 : Fabulous High : une étudiante
- 2013-2015 : Ladies Like Us : Kelly et Larry (6 épisodes)
- 2014 : To the Bridge : Lydia (1 épisode)
- 2014 : About a Boy : Marguerite (2 épisodes)
- 2014 : Hope and Randy : Tina
- 2014 : Currently Cool : Jenny (1 épisode)
- 2014-2016 : CollegeHumor Originals : plusieurs personnages (7 épisodes)
- 2014-2016 : Gortimer Gibbon's Life on Normal Street : Sara (3 épisodes)
- 2015 : Comedy Bang! Bang! : une amie (1 épisode)
- 2015 : Adam Ruins Everything : Sharon et la femme au téléphone (2 épisodes)
- 2015 : Discount Fitness : Betsy (1 épisode)
- 2016 : Pub Quiz : Asia
- 2016 : History of the World... For Now : la fille (1 épisode)
- 2016 : Fall Into Me : Eva (1 épisode)
- 2016 : Sing It! (1 épisode)
- 2018 : Star Wars : Forces du destin : Rose Tico (voix, 2 épisodes)
- 2018 - 2019 : Sorry for Your Loss : Jules Shaw (20 épisodes)
- 2020 : Lego Star Wars : Joyeuses Fêtes : Rose Tico (téléfilm d'animation, voix)
- 2024 : Sweet Tooth : Rosie Zhang

## Voix francophones
En France, Kelly Marot est la voix la plus régulière de Kelly Marie Tran, notamment dans les médias liés à l'univers de Star Wars. Au Québec, Geneviève Bédard l'a doublée à trois reprises.
| En France - Kelly Marot dans : - Star Wars, épisode VIII : Les Derniers Jedi - Star Wars, épisode IX : L'Ascension de Skywalker - Star Wars : Forces du destin (voix) - Lego Star Wars : Joyeuses Fêtes (voix) - Lego Star Wars : C'est l'été ! (voix) - Pauline De Meurville dans Gortimer Gibbon's Life on Normal Street - Émilie Rault dans Raya et le Dernier Dragon (voix) | Au Québec - Geneviève Bédard dans : - Les Croods 2 (voix) - Star Wars, épisode VIII : Les Derniers Jedi - Star Wars, épisode IX : L'Ascension de Skywalker |